# Биглов, Мухаммедакрам Мухамметжанович
Мухаммедакрам Мухамметжанович Биглов вариант транскрипции имени Мухаммет-Акрам (тат. Мөхәммәтәкрам Биглов 1871 — 1919) — земский начальник, депутат Государственной думы II созыва от Уфимской губернии.

## Биография
По национальности татарин, дворянин Уфимской губернии, происходил из рода мурз Бигловых. Выпускник Оренбургского кадетского корпуса, по другим сведениям окончил Павловское военное училище. Служил земским начальником. Ещё до выборов в Думу был избран председателем Белебеевской уездной земской управы, находился в этой должности в 1907—1909 годах. Владел землями площадью 850 десятин.
6 февраля 1907 избран в Государственную думу II созыва от общего состава выборщиков Уфимского губернского избирательного собрания. Вошёл в состав Мусульманской фракции, избран председателем её бюро. Состоял в думской Бюджетной комиссии. Современные историки политическую позицию Биглова определяют следующим образом: «По политическим взглядам близок к Конституционно-демократической партии, но по ряду вопросов занимал позицию левее конституционных демократов», однако поскольку мусульманская фракция голосовала солидарно с кадетами, это позволяет относить М. М. Биглова к этой фракции.
Во время кампании выборов в III Государственную Думу был избран выборщиком на съезде избирателей города Белебей, но губернская комиссия отменила результаты этих выборов из-за того, что агитация за Биглова продолжалась и в день голосования. Правительствующий Сенат жалобу Биглова не удовлетворил. 18 июня 1910 года на экстренном уездном земском собрании Биглов был избран председателем уездной земской управы и городским головой Елабуги, однако решение Елабужского земства было отклонено Вятским вице-губернатором.
После Октябрьской революции 1917 года примкнул к Белому движению: в 1917—1918 командовал 95-м мусульманским пехотным полком в Казани. Стал одним из организаторов так называемой «Забулачной республики» («Болак арты республикасы»), провозглашённой в конце февраля 1918 года в Казани за протокой Булак, являлся начальником штаба её вооружённых сил. При подавлении «Забулачной республики» большевиками избежал ареста и с остатками её вооружённых сил влился в армию адмирала А. В. Колчака. Там с сентября 1918 по февраль 1919 года командовал 16-м татарским стрелковым полком, состоявшим только из мусульман.
По одним сведениям, погиб в бою, по другим — умер, находясь на фронте.

### Рекомендуемые источники
- Мусульманские депутаты Государственной думы России, 1906-1917 гг.: Сборник документов и материалов. Уфа, 1998. С. 284;
- Усманова Д. М. Мусульманские представители в Российском парламенте, 1906-1917. Казань, 2005.

### Архивы
- Российский государственный исторический архив]. Фонд 1278. Опись. 1 (2-й созыв). Дело 37; Дело 555. Лист 5.